# Tratado del puerto de Astún
El tratado del puerto de Astún, también denominado desde la historiografía francesa tratado de la Vesiau (en fr., traité de la Vesiau), o tratado de los bornes de Somport es un acuerdo del siglo XII que precisa los derechos y usos de pastoreo en el entorno del puerto de Astún entre el municipio español de Jaca, en la comunidad de Aragón y las tres comunas francesas del alto valle del Aspe: Urdos, Cette-Eygun y Etsaut, en la región de Nueva Aquitania.

## Etimología
La denominación aplicada a este acuerdo en Francia, vesiau, es una palabra gascona que significa vecindad.

## Historia
Este tratado viene sucediéndose desde la Edad Media, y ha de entenderse en el contexto de otros acuerdos similares que desde esta época vienen sucediéndose a lo largo de toda la actual frontera hispanogala entre las respectivas autoridades locales, facilitando la optimización de los recursos de las poblaciones fronterizas de tal manera que los límites políticos no supusieran un problema para el desarrollo económico de sus habitantes.
De este modo, dicho tratado es mencionado en los grandes tratados entre España y Francia que han fijado los límites territoriales entre ambos países: Paz de los Pirineos (1659) y Tratado de Bayona (1856).
Cada año, el acuerdo es ratificado por los alcaldes de Jaca y de las tres comunas del alto valle del Aspe, reconociendo los bornes fronterizos y comunicando el acuerdo a las autoridades nacionales competentes. La firma, precedida de una ceremonia internacional oficial en presencia de las autoridades competentes en la cima del puerto de Somport, supone una jornada festiva para los habitantes del Alto Aspe y del Alto Aragón.